# Schäferpfeife

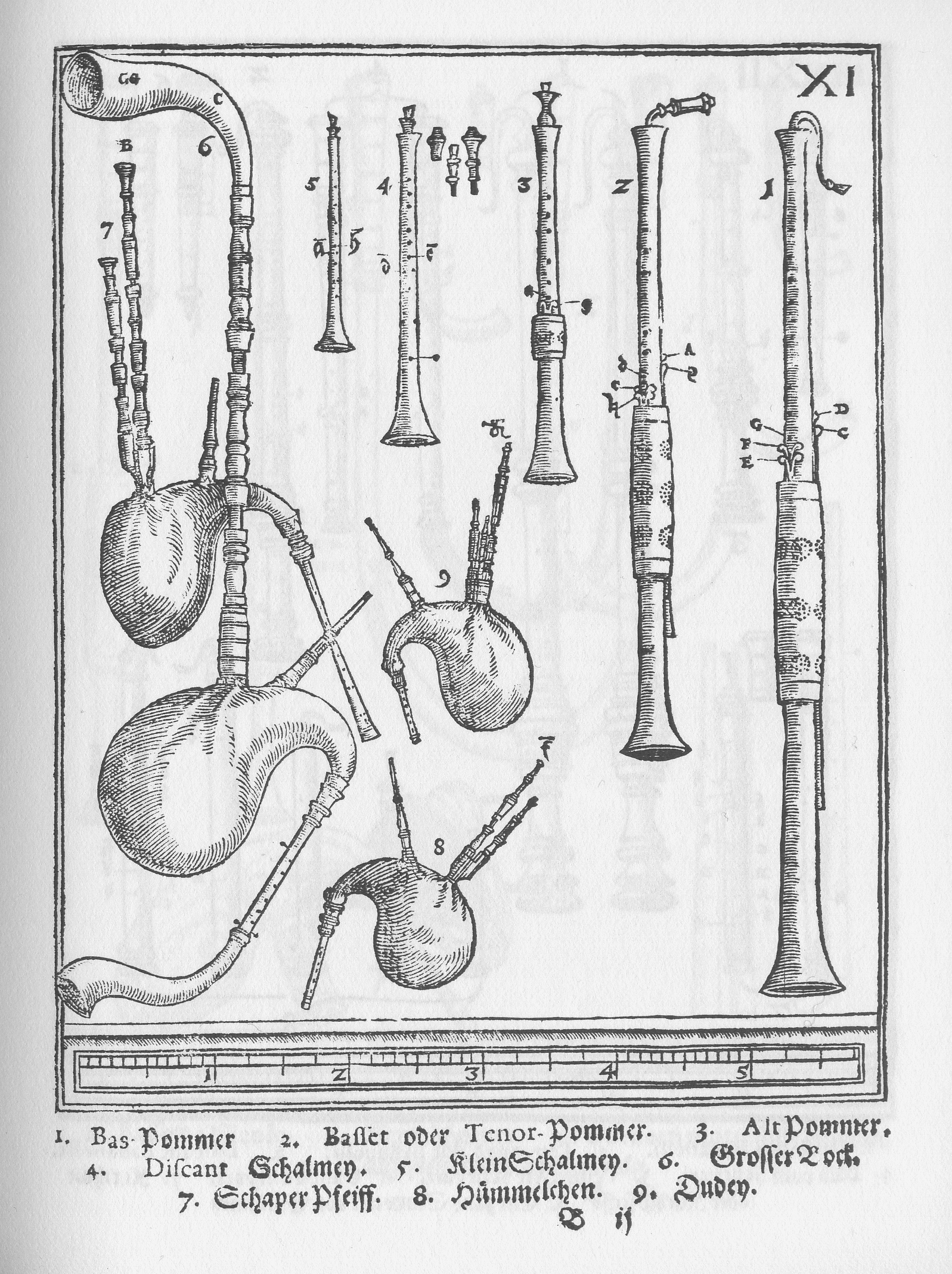
Abbildung einer Schäferpfeife bei Michael Praetorius 1619 (Nr. 7)

Schäferpfeife ist die Bezeichnung für eine Sackpfeife.
Der Begriff Schäferpfeife wird weder in der MGG noch im Riemann Musiklexikon als eigenständiges Lemma geführt, sondern im Artikel Sackpfeife abgehandelt. In der Online-Ausgabe des Grove Dictionary of Music and Musicians wird die Schäferpfeife unter dem Lemma „Bagpipe“ geführt. Der Autor des Artikels bezeichnet in diesem Artikel die Sackpfeife bei Sebastian Virdung als Schäferpfeife: „The Schäferpfeife, called Sackpfeiff in Virdung’s Musica getutscht ( 1511 ), was of a kind which in one form or another was widespread over northern Europe up to the 18th century.“

## Geschichte

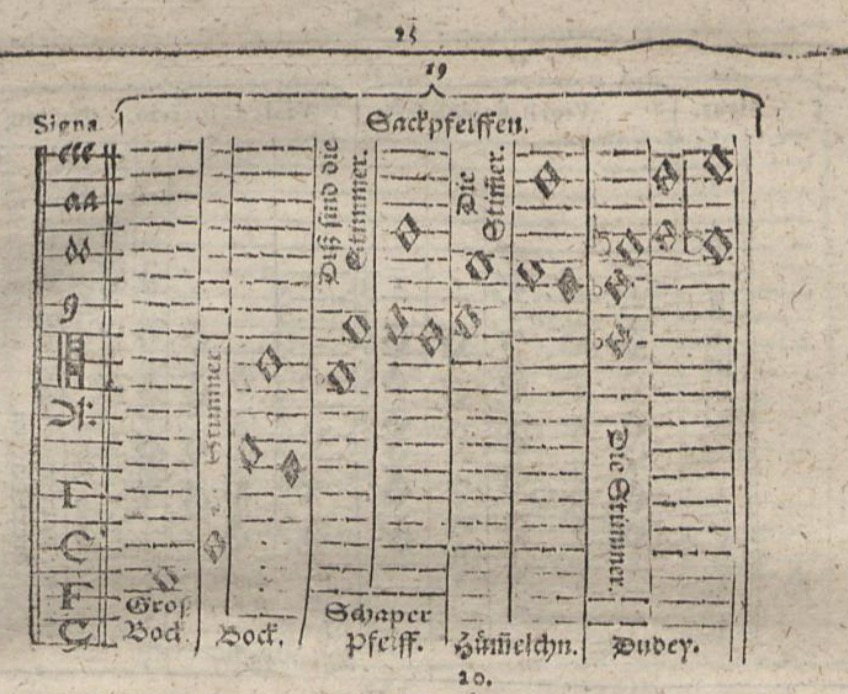
Tonumfänger der Sackpfeifen aus dem Syntagma musicum

1619 beschreibt Michael Praetorius im Syntagma musicum Band II eine „Schaperpfeiff“ oder „Schäfferpfeiffe“.
„Schaperpfeiff; Hat 2 Röhren zum stimmen/ b f. Und sind die Schaper/ oder die Schäfferpfeiffern in den obern Löchern meistentheils falsch: welchs meines erachtens/ daher kömt/ dieweil sie hinten kein Loch zum Daumen haben“.
Die Tabelle im Syntagma S. 25 zeigt einen Tonumfang von e' bis f’’ für die Spielpfeife an, für die zwei Bordune wird die Stimmung b und f’ benannt. Im Theatrum Instrumentorum wird auf Blatt XI das Abbild einer „Schaper Pfeiff“ gezeigt.
Ernst Eugen Schmidt sieht in der Abbildung bei Praetorius nur ein Beispiel für zahlreiche andere zweibordunige Sackpfeifen. „Dargestellt ist eine Sackpfeife mit schlanker, konischer Spielpfeife, Mundblasrohr und zwei mehrteiligen, aufwendig gearbeiteten Bordunpfeifen in einer gemeinsamen Halterung“. Diese charakteristische Halterung sei „fast nur von Instrumenten auf niederländischen Gemälden bekannt“. Schmidt sieht im Namen „Schaperpfeiff“ eine mundartliche und landschaftsgebundene Bezeichnung, in den Niederlanden des 16. und 17. Jahrhunderts sei sie nicht bekannt gewesen. Ralf Gehler zur Problematik der Terminologie: „Die Unterschiedlichkeit der Bezeichnungen von Sackpfeifen resultiert zum einen aus der Benennung unterschiedlicher Instrumententypen. Zum anderen läßt sich ein zeitlicher Wandel der Bezeichnungen von Sackpfeifen nachweisen. Die genaue Ausdeutung eines Namens zu einem bestimmten Instrumententyp ist nur selten möglich […] Es ist nicht anzunehmen, dass die Typologie des Michael Praetorius von 1619 allgemeine Aufnahme unter den musikalischen Laien fand“ Die Bezeichnung „Schaperpfeiff“ erscheint laut Gehler in keiner mecklenburgischen Textquelle.

## Cornemuse des bergersin Frankreich und Belgien

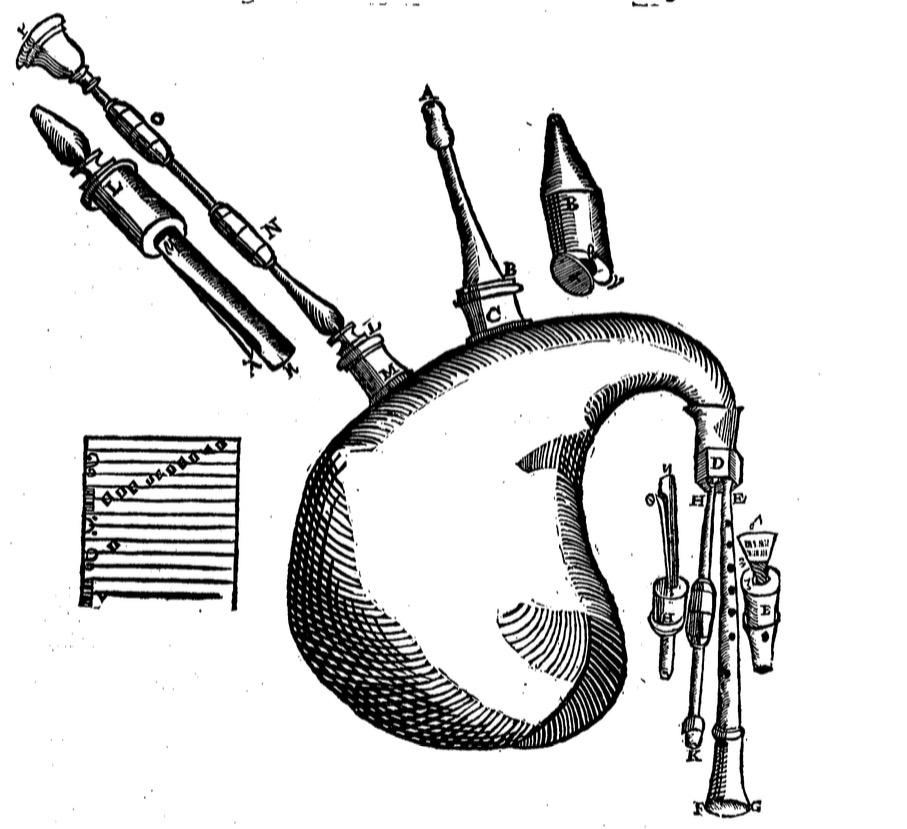
„Cornemuse rurale ou pastorale des bergers“ aus der Harmonie universelle

Marin Mersenne beschreibt eine Sackpfeife mit dem Namen „Cornemuse des bergers“ („Sackpfeife der Schäfer“ oder „Pastoritium Utrem“ in der lateinischen Ausgabe) in seiner Harmonie Universelle (1636). Das Instrument weist neben der konischen Spielpfeife zwei Bordune auf, der kleine Bordun ist wie bei der Cornemuse du Centre neben der Spielpfeife angeordnet. Die Stimmung des Instrumentes ist mit C angegeben. Mersenne gibt die Länge der Spielpfeife mit 13 Zoll an, was bei a = 440 Hz in etwa eine Stimmung in B vermuten lässt. Zum Gebrauch dieses Instrumentes schreibt Mersenne: „Hoc Instrumento utuntur rustici diebus Festis, & in choreis nuptialibus“.
Pierre Borjon de Scellery erwähnt 1672 in seinem Lehrwerk für Sackpfeifen (Traite de la Musette) im Zusammenhang mit der offenen Griffweise eine „Musette de Bergers“ („Musette der Schäfer“). Das Instrument überlebte in Belgien in der Provinz Hainaut bis in das 19. Jahrhundert unter dem Namen Muchosa. Es wurde von Hirten und Handwerkern beim Weiden der Schafe und bei Hochzeiten gespielt. Die Spieler wurden als Muchards bezeichnet. Drei Instrumente sind erhalten und im Musikinstrumentenmuseum in Brüssel ausgestellt.

## „Wiener Sackpfeife“
Im Kunsthistorischen Museum in Wien befindet sich ein erhaltenes Instrument, welches optisch einer Schäferpfeife nach Praetorius entspricht.

## Schäferpfeife im 18. und 19. Jahrhundert
In verschiedenen Veröffentlichungen des 18. und 19. Jahrhunderts wird die Schäferpfeife lexikalisch erwähnt. 1755: „Die Schäfer-Pfeiffe hat 2 Röhren; B und F mit einem Strich zum Stimmen, hat hinten kein Daumenloch; kann daher nicht recht gezwungen werden“. 1829: „Vormals gab es vier Arten der Sackpfeife: der Bock, die Schäferpfeife, das Hümmelchen und der Dudei“. 1843 wird die Schäferpfeife auch als „Schäferorgel“ bezeichnet.

## Moderne Schäferpfeifen

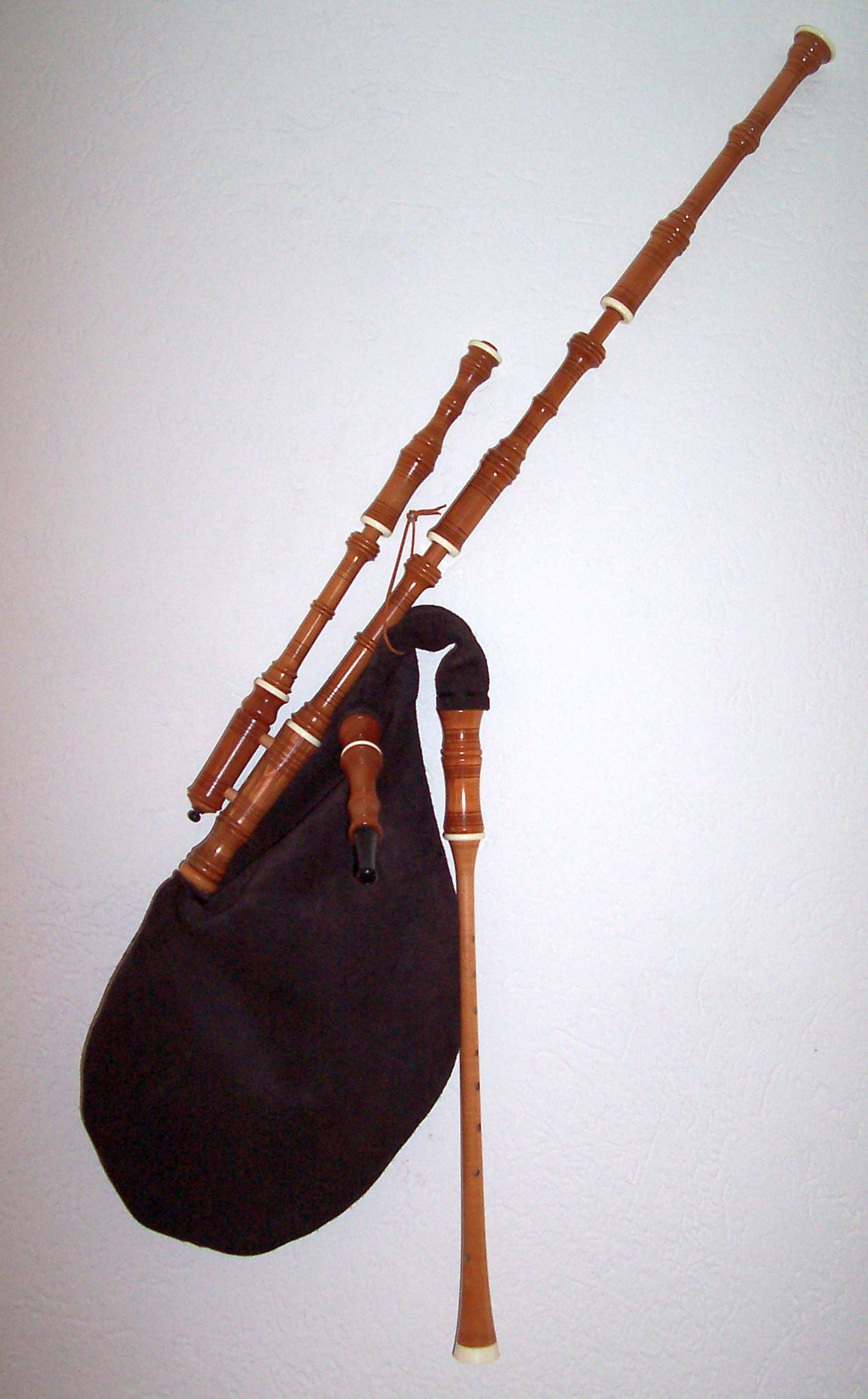
Moderne Schäferpfeife in G/C

Moderne Instrumente mit der Bezeichnung „Schäferpfeife“ werden inzwischen von zahlreichen Herstellern wieder angeboten. Die Bordune sind entweder im Quint- oder im Oktavabstand gestimmt, die Spielpfeifenmensur und halboffene Griffweise werden heute vorwiegend von der französischen Cornemuse du Centre übernommen, da sich diese als sehr stabil im Ton und umfangreich im Tonumfang (1½ Oktaven) erwiesen hat. Häufig ist die sogenannte G/C-Stimmung, d. h. Bordunpfeifen in G und g, Melodiepfeife (f')g' - c'''. Es existieren auch Schäferpfeifen im flämischen Stil mit drei Bordunen, hier sind dann sowohl Quint- als auch Oktavintervalle mit demselben Instrument möglich, ebenso gibt es Schäferpfeifen mit über der Schulter liegenden Bordungruppen.

## Griffweisen
Praetorius gibt bei der Schäferpfeife keine Hinweise zum Griffsystem. Eine Quelle für die Griffsysteme von Sackpfeifen im deutschsprachigen Raum vor 1700 ist die Schrift  Musica instrumentalis deudsch von Martin Agricola (1529), die besagt, dass Blockflöten und Sackpfeifen „eynerley brauch“ bei den Griffen hätten. Seine Tabelle für die Blockflöte in C ist eine offene Griffweise mit Gabelgriff auf der Quarte über dem Grundton. Marin Mersenne gibt in der Ausgabe der Harmonie universelle von 1637 Hinweise auf die Griffweise der „Cornemuse rurale ou pastorale des Bergers“. Es müsse ein Tonloch nach dem anderen geöffnet werden, bis zum letzten Ton, bei dem alles offen sei („tout ouvert“). Pierre Borjon de Scellery (1633–1691) erwähnt in seiner Abhandlung über die Musette de Cour auch eine Musette de bergers (Musette der Schäfer), auf der die offene Griffweise praktiziert würde. Moderne Schäferpfeifen werden in der Regel nach dem halboffenen Griffsystem der französischen Cornemuse du Centre eingerichtet. Einige Hersteller haben auch Schäferpfeifen mit offener Griffweise im Programm, in der DDR war bis etwa 1989 die offene Griffweise üblich.

## Die Sackpfeife in der Schäferei
Die Sackpfeife gehört seit dem Mittelalter, neben Schäferschippe und Krummstab, in den bildenden Künsten zu den geläufigen Attributen des Schäferberufes.

„Ein Schäfer muß auch auf einem Blas-Instrumente spielen können, nicht des alten Wahns wegen, daß die Schafe mehr durch die Musique, als durch das Weiden und durch das Futter sollen fett werden, sondern deswegen, weil die Schafe (wie die Erfahrung bestätiget) vor andern Thieren, insbesonderheit die Musique lieben: sie gedeyen davon ungemein, und werden dadurch sehr munter. Ausserdem ist es dem Schäfer sehr bequem, mit der Flöte seine Heerde commandieren zu können: wie auch die ausländischen Schäfer thun, die mit gewissen Stückchen auf ihrer Sackpfeifen sie zusammen halten, selbige an sich rufen, und wieder wegtreiben.“

„Er vertrauete mir erstlich seine Säu, zweitens seine Ziegen, und zuletzt seine ganze Herde Schafe, daß ich selbige hüten, weiden, und vermittelst meiner Sackpfeife (welcher Klang ohne das, wie Strabo schreibet, die Schafe und Lämmer in Arabia fett machet), vor dem Wolf beschützen sollte.“

„Um Wölfe fern zu halten, ist das Verursachen von Lärm eine gute Methode. Ich spiele Dudelsack, wenn es neblig ist, denn bei Nebel greifen Wölfe eine Herde vermehrt an.“